# John MacCrate

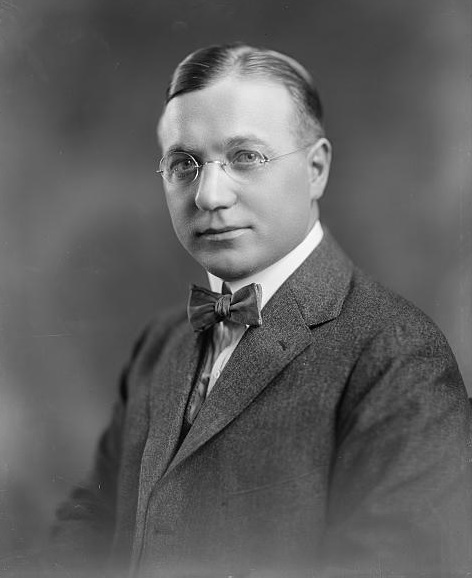
John MacCrate

John MacCrate (* 29. März 1885 in Dumbarton, Schottland; † 9. Juni 1976 in Brooklyn, New York) war ein US-amerikanischer Jurist und Politiker. Er vertrat in den Jahren 1919 und 1920 den Bundesstaat New York im US-Repräsentantenhaus.

## Werdegang
Die Familie MacCrate wanderte 1893 in die Vereinigten Staaten ein und ließ sich in Greenpoint (Brooklyn) nieder. John MacCrate besuchte öffentliche Schulen und die Commercial High School in Brooklyn. Er graduierte 1906 an der rechtswissenschaftlichen Abteilung der New York University. Seine Zulassung als Anwalt erhielt er im selben Jahr und begann dann in New York City zu praktizieren. Er kandidierte 1909 sowohl für die New York State Assembly als auch für den Senat von New York. In den Jahren 1916 und 1920 nahm er als Delegierter an den Republican National Conventions teil. MacCarte war bei den Vorwahlen sowohl der Demokratischen als auch der Republikanischen Partei nominiert und wurde am Schluss im Jahr 1918 als Republikaner im dritten Wahlbezirk von New York in das US-Repräsentantenhaus in Washington, D.C. gewählt, wo er am 4. März 1919 die Nachfolge von Joseph V. Flynn antrat. Allerdings trat er am 30. Dezember 1920 von seinem Kongresssitz zurück. MacCrate wurde 1920 zum Richter am New York Supreme Court für den zweiten Bezirk von New York gewählt und in den Jahren 1934 und 1948 wiedergewählt. Er war dort bis zum 31. Dezember 1955 tätig, als er die Altersgrenze erreichte. Während dieser Zeit saß er in den Jahren 1948 und 1949 in der Berufungsabteilung (Appellate Division) des Supreme Courts. In den Jahren 1956, 1957 und Juni 1958 war er Official Referee am New York Supreme Court. Er verstarb am 9. Juni 1976 in Brooklyn und wurde dann auf dem Mount Olivet Cemetery in Queens beigesetzt.